# Turism i Syrien

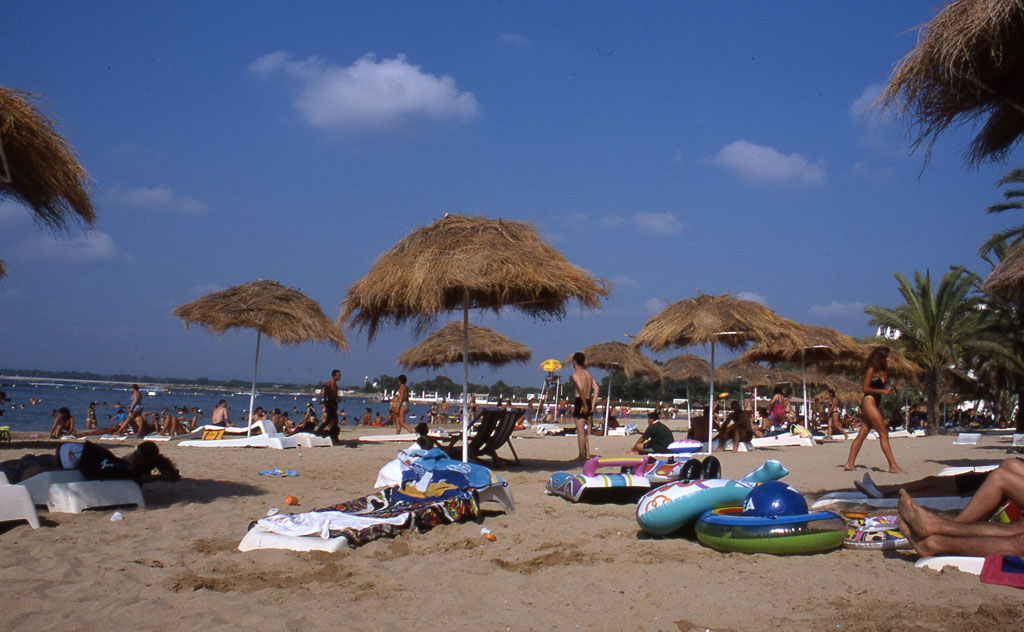
Latakia, Syriens största hamnstad och en viktig turistort för landet.

Turismen i Syrien ökade drastiskt under början av 2000-talet. Detta som en direkt följd av det tidigare slutna samhället, som jämfördes med Nordkorea, öppnades upp. Dessutom liberaliserades ekonomin. Inbördeskriget i Syrien medförde dock att antalet turister minskade kraftigt.

## Målgrupp
Majoriteten av landets turister kommer från arabländer, Iran och Turkiet. En mycket mindre andel turister kommer från Europa och USA.

## Sevärdheter
Turister från länder i närregionen lockas av Syriens relativt milda sommarklimat och populära nöjesutbud. Dessutom lockar landet turister med ett rikt utbud av historiska sevärdheter, inklusive antika och klassiska ruiner, muslimska och kristna religiösa platser samt korsfarar- och medeltida islamisk arkitektur; några av dessa har utsetts till världsarv.

## Historia

### Före 2011
Under 1990-talet privatiserades turistsektorn vilket stimulerade en intäktsökning under det årtiondet. I början av 00-talet uppgick antalet utländska turister till omkring 2 miljoner personer per år. Som en direkt följd av en allt mer liberal ekonomi och att Syrien öppnade upp för turism ökade också turistströmmarna drastiskt till slutet av 00-talet. Som jämförelse kan nämnas att Syrien tidigare har varit så slutet att det jämförts med Nordkorea.
Enligt syriska turismdepartementet januari 2011 besökte sex miljoner turister Syrien år 2009; år 2010 ökade den siffran till 8,5 miljoner turister - en ökning på över 40 procent. Turismomsättningen uppgavs vara 30,8 miljarder syriska pund år 2010, och utgjorde 14 procent av ekonomin. Rapporter från 2012 från samma turismdepartement visade att turistindustrin år 2010 omsatte 6,5 miljarder amerikanska dollar, och stod för 12 procent av landets BNP och 11 procent av jobben.

### Efter 2011
Sedan inbördeskriget bröt ut mars 2011 har turismen kraftigt sjunkit. Första kvartalet 2012 var turistomsättningen 12,8 miljarder syriska pund, jämfört med 52 miljarder syriska pund första kvartalet 2011, och antalet utländska turister minskade med mer än 76 procent första kvartalet 2012. Samma period hade sysselsättning i branschen minskat med nära två tredjedelar samma period. Enligt Unesco har alla Syriens sex världsarv skadats av kriget.

År 2013 hade turistomsättningen totalt minskat med över 94 procent, Aleppo värst drabbat, och i slutet av september samma år fastslog turistministern att 289 turistdestinationer hade skadats sedan krigets utbrott 2011. År 2015 hade antalet turister minskat med mer än 98 procent. Syriska turistdepartementet påstod att 45 000 turister fortfarande besökte landet, men dessa siffror ifrågasätts av observatörer, enligt Syrian Economic Forum, som påstod att det enda som fanns kvar var iransk religiös turism. Enligt en artikel från 2015 i The Telegraph hade hotell vid stränder i medelhavskusten i Tartus och Latakia fortfarande tagit emot lokala turister och ett hotell var fullt i somrarna 2014 och 2015.

En graf som demonstrerar turismens utveckling före och efter kriget.

Den syriska konflikten har rapporterats attrahera äventyrssökande. Enligt pensionerade Israeliska försvarsstyrkans överste Kobi Marom, som leder rundturer av krigszonen vid israeliska gränsen, är turister intresserade av att se konflikten och "bli galna" av insikten att de antagligen observeras av militanta anhängare av Al Qaeda.
Sedan krigets stora stridande avtagit efter 2018 har turismen börjat återhämta sig igen. År 2019 rapporterade landets turistminister att Syrien besöktes av 2,4 miljoner turister, en rekordsiffra som landet inte sett sedan krigets utbrott. År 2020 och 2021 stängde landet igen sina gränser med anledning av COVID-pandemin. Landet har sedan 2022 återöppnats för turister efter en två år lång nedstängning på grund av pandemin, och besöktes år 2022 av 1,8 miljoner utlänningar. Turistminister Rami Martini rapporterade att 2 miljoner utlänningar besökte landet under 2023, en ökning med 20 procent jämfört med tidigare år. 1,75 miljoner av dessa är från arabländer, och resterande 250 000 är icke-arabiska utlänningar. De vanligaste nationaliteterna bland arabiska utlänningar är framförallt libaneser, irakier, jordanier, bahrainare och kuwaitier, och bland de icke-arabiska utlänningarna är de vanligaste nationaliteterna ryssar, pakistanier, iranier, och indier.